# Hatara Kizzu Maihamu Gumi
Hatara Kizzu Maihamu Gumi (はたらキッズ マイハム組?) también conocida como Hatarakids My Ham Gumi o Master Hamsters, es una serie de anime japonesa dirigida principalmente al público infantil. La animación fue producida por los estudios Toei Animation, dirigida por Tetsuo Imazawa y se emitió en Japón desde el 7 de octubre de 2007 hasta el 28 de septiembre de 2008 por la cadena televisiva TV Asahi. La serie finalizó con un total de cincuenta episodios de unos veinticinco minutos cada uno. Durante su emisión, contó con la canción «Hatarakids My Ham Gumi» (はたらキッズ マイハム組?) como tema de apertura y con «Nare Nare My Meister!» (なーれ なーれ マイ マイスター！?) como tema de cierre.
En Cataluña fue emitida en Super3.

## Argumento
La serie relata la historia de Gaudi, un hámster experto en trabajar con madera, el cual viaja a Hoshihama con su dueño, Kaito, con el objetivo de llegar a ser un maestro carpintero como su padre. Una vez ahí, se hace amigo un grupo de hámsteres y juntos emprenderán una serie de aventuras.